# 12395 Richnelson
12395 Richnelson (1995 CD2) là một tiểu hành tinh nằm phía ngoài của vành đai chính được phát hiện ngày 8 tháng 2 năm 1995 bởi D. J. Asher ở Siding Spring.